# Abdullahi Issa
Abdullahi Issa Mohamud (em somali: Cabdullahi Ciise Maxamuud, árabe: عبد الله عيسى محمد‎) (Afgooye, 11 de novembro de 1922 – Roma, 11 de março de 1988) foi a primeira pessoa a exercer o cargo de primeiro-ministro da Somália. Após a Segunda Guerra Mundial, ele ingressou na Liga Somali da Junventude (LSJ) na época de sua fundação. Ele se tornou um dos líderes do partido e acabou por ser nomeado secretário-geral.
Issa esteve no cargo de 29 de fevereiro de 1956 até 1 de julho de 1960, período que a Itália comandava o protetorado.